# 李美琳
李美琳（Mary A. Leaman，1879年—1972年1月19日），美北长老会女传教士。
1879年，李美琳出生于中国南京。她是南京长老会的先锋传教士李满的长女,住在他父亲创建的四根杆子礼拜堂。1901年，22岁的李美琳从美国毕业后，又返回中国南京传教岗位，协助李满师母管理她创办于1884年的明德女书院，1911年改为明德女子中学堂。
李美琳是华人布道家蔡苏娟的谊母，较其年长11岁。二人常同工外出布道，致力於編寫注音符號版的中文聖經。1921年二人赴美国布道，得哈定总统接见。
1927年3月，发生南京事件，基督教机构遭到攻击，李美琳一度避居日本，后返回南京。1930年，监理会女传教士毕路得（Ruth M. Brittain）在上海江湾镇创办中华女子神学院，李美琳为校董之一。1937年中日战争爆发，年底南京沦陷前夕，李美琳避居上海法租界。太平洋战争爆发后，已年老的李美琳仍被日军关押在沪西林肯路集中营，脊柱严重弯曲。
1949年1月19日，中国内战期间，年已七十的李美琳和蔡苏娟离开中国，回到故乡美国宾夕法尼亚州兰开斯特县的乐园镇（Paradise Township）。1972年1月19日，李美琳在乐园镇去世，享年93岁。蔡苏娟则在12年后的1984年去世，享年94岁。